# 북부 행정구

북부 행정구의 위치

북부 행정구 또는 세베르니 행정구(러시아어: Северный административный округ)는 모스크바에 위치한 구이다. 16개의 행정 구역이 위치해 있다. 2010년 인구는 1,100,974명으로 2002년 1,112,846명에 비해 줄었다. 면적은 109.9km2다.

## 경제
중대형 사업체가 천 곳이 넘고 소형 사업체는 18,000곳이 넘으며 건축재료, 공학, 식품생산, 경공업, 보석디자인, 인쇄업을 포함한다.
이르쿠트, 일류신, 야코블레프, 미코얀, 수호이 등의 항공 기업들의 사무실이 있고 셰레메티예보 공항이 있다.